# Calkiní (község)
Calkiní egy község Mexikó Campeche államának északi részén. 2010-ben lakossága kb. 53 000 fő volt, ebből mintegy 15 000-en laktak a községközpontban, Calkiníben, a többi 38 000 lakos a község területén található 52 kisebb településen élt.

## Fekvése
A Yucatán-félsziget nyugati szélén, Campeche állam északi csücskében elterülő község területe a tengerparttól lassan emelkedik keleti irányba, de keleti részén is csak néhány helyen haladja meg a tenger szintje feletti 100 méteres magasságot. A partvidéken a mangroveerdők jellemzőek, de van egy sáv, ahol nincs növényzet. A község többi részét többnyire vadon borítja.

## Élővilág
A község növényvilága négy fő zónára osztható. A partmenti, legfeljebb 300 m széles sávot alkotó homokdűnés-nádas fő fajai a tengeriszőlő, a Cordia boissieri nevű érdeslevelű, a szizál és a törpekókusz. A mangroveerdők akár a tengerparttól 12 km-es távolságig is kiterjednek, rajtuk túl szavannajellegű síkság található. Itt a legfontosabb növényfajok a guiro, a Byrsonima crassifolia, a Haematoxylum campechianum, a különböző sások, hagymák és az édesburgonya. A negyedik növénytársulás-típus az alacsony (6–15 méter magas) fákból álló vadon, itt a jellemző növények a chukun, a Vachellia pennatula (chimay), a Piscidia piscipula (jabín), a Lonchucarpus nem fái (balché) és a zapote.
Az állatok közül kiemelendők a szarvasok, a fehérajkú pekari, a nyulak, az oncilla, az övesállatok, az Ortalis nem madarai, a fürjek, a tasakospatkányok, a rókák, a pettyes paka és a csörgőkígyók.

## Népesség
A község lakóinak száma a közelmúltban igen gyorsan növekedett, a változásokat szemlélteti az alábbi táblázat:
| Év   | Lakosság |
| ---- | -------- |
| 1990 | 38 883   |
| 1995 | 43 799   |
| 2000 | 46 899   |
| 2005 | 49 850   |
| 2010 | 52 890   |

## Települései
A községben 2010-ben 53 lakott helyet tartottak nyilván, de nagy részük igen kicsi: 28 településen 10-nél is kevesebben éltek. A jelentősebb helységek:
| Település               | Lakosság (2010) |
| ----------------------- | --------------- |
| Calkiní (községközpont) | 14 934          |
| Dzitbalché              | 11 686          |
| Bécal                   | 6511            |
| Nunkiní                 | 5859            |
| Bacabchén               | 2527            |
| Santa Cruz Pueblo       | 1908            |
| Tepakán                 | 1895            |
| San Antonio Sahcabchén  | 1858            |
| Santa Cruz Ex-Hacienda  | 1255            |
| Tankuché                | 1006            |